# NGC 4966
NGC 4966 је спирална галаксија у сазвежђу Береникина коса која се налази на NGC листи објеката дубоког неба.
Деклинација објекта је + 29° 3' 46" а ректасцензија 13h 6m 17,3s. Привидна величина (магнитуда) објекта NGC 4966 износи 13,2 а фотографска магнитуда 14,0. Налази се на удаљености од 94,580 милиона парсека од Сунца. NGC 4966 је још познат и под ознакама UGC 8194, MCG 5-31-131, CGCG 160-137, IRAS 13039+2919, near SAO 82648, PGC 45358.